# 平尾哲男
平尾 哲男（ひらお てつお、1933年（昭和8年）7月24日 - 2016年（平成28年）8月8日）は、日本の政治家。長野県上田市長。

## 来歴
上田市出身。信州大学工学部卒業。上田市役所に入庁し、助役を経て、平成10年（1998年）上田市長選挙で当選し、1期務めた。同18年（2006年）旭日双光章受章。